# Constanza Nordenflycht
María Constanza de Nordenflycht y Cortés de Azúa (Lima, 1808-Santiago, 23 de julio de 1837) fue una aristócrata Peruana de origen curlandés, famosa por haber sido la pareja del político conservador Diego Portales, con quien tuvo tres hijos.

## Primeros años de vida
Su padre fue el barón curlandés Timoteus von Nordenflycht Auerbach (1752-1815) y su madre, la aristócrata Peruana María Josefa Cortés de Azúa (¿?-1823), pareja que tuvo cinco hijos: Pedro, José Dionisio, Francisca, Ludomilia y María Constanza —María Josefa Cortés de Azúa fue hija de José Ramón Cortés y Madariaga, descendiente de los conquistadores Hernán Cortés y Francisco Pizarro, y de Francisca de Paula María de Azúa y Marín de Poveda, y nieta de la marquesa de Cañada Hermosa de San Bartolomé, María Constanza Marín de Poveda, de altos abolengos y cuantiosa fortuna—.
Después de haberse casado, Francisca de Paula María de Azúa y Marín de Poveda se fue a vivir a la hacienda Las Palmas, heredada de sus padres, en el valle de Quillota. Durante su matrimonio, sufrió el maltrato y violencia de su marido alcohólico, José Ramón Cortés y Madariaga, hasta que logró divorciarse cuando ya tenía cinco hijos. Regresó entonces a Santiago, donde murió joven, en septiembre de 1784. Tres de sus hijos vivieron con la marquesa de la Cañada Hermosa de San Bartolomé, mientras que María Josefa y Eugenio se fueron a Lima con su tía María Rita de Azúa y Marín de Poveda. En la capital peruana el 4 de noviembre de 1796, María Josefa se casó con Timoteus von Nordenflycht, especialista en minas. Después de la muerte de este, acaecida en 1815, cuando se encontraba de viaje en España, la familia decidió volver a Santiago.

## En Santiago de Chile
Constanza llegó la capital chilena en 1818, junto con su tía abuela María Rita de Azúa, quien la había traído como compañía y para aliaviarle la carga a María Josefa. Se alojaron en el solar de las Azúa, ubicado en la calle Compañía, donde las esperaba Ana Josefa, la entonces marquesa de Cañada Hermosa. Aquí pasó los días acompañando a sus tías, paseando por la ciudad y estudiando piano y todo lo que debía saber una dama distinguida. 
Al poco tiempo llegó su madre María Josefa desde Lima, trayendo la noticia del fusilamiento de su hermano Pedro, monarquista, como toda la familia, pero fue confundido con un patriota. En junio de 1823, después de haber contraído un resfrío, María Josefa falleció, dejando a Constanza huérfana y sumida en una profunda depresión.

## Encuentro con Diego Portales
Seis meses desde la muerte de su madre, Constanza, de 15 años, vio por primera vez a Diego Portales, de quien se enamoró de inmediato aunque este la doblaba en edad.

Tenía Portales treinta y un años al visitar por primera vez la casa de la marquesa. Su carácter jovial, amigo de la buena charla, bromista, de conversación llena de recuerdos y de notas  alegres, a veces salpicada del comentario liviano, hacía estimar su presencia en las reuniones familiares e íntimas [...] Aún la propia marquesa, que tan religiosa se mostraba, olvidando sus rezos y jaculatorias, dejaba pasar y oía las picardías sabrosas del visitante.
Gustavo  Opazo M. y Manuel G. Balbontín.

Un día, Portales se acercó a Constanza y la invitó a una cita solos, un encuentro privado en la casa de «una señora de confianza». La joven salió junto con su sirvienta a una casa que quedaba en La Chimba, al otro lado del río Mapocho. La sirvienta esperó en un cuchitril contiguo a la habitación, con una cama y suelo de barro, lugar de encuentro entre los amantes, que se siguieron viendo cada vez que Portales visitaba Santiago. 
El 20 de septiembre de 1824, Constanza dio a luz a su primera hija, Rosalía de los Dolores. Portales pidió a su hermana Dolores que se hiciera cargo de todo y que lo representara ante la familia Azúa. La pequeña fue inscrita como «[h]ija de don Diego Portales y C. N, solteros, nacida bajo palabra de matrimonio» y fue apadrinada por la hermana del político y su esposo Lorenzo Plaza de los Reyes. Una vez que su estado para dar a luz era ya evidente, Constanza había sido recluida en el campo, cerca de la capital. Las tías le pusieron como condición para volver a Santiago que lo hiciera sin la niña y con el compromiso de recuperar su figura para evitar toda relación con un embarazo. Después de su regreso al solar, fue castigada por la marquesa: no podía estar cerca de ella y fue trasladada al segundo patio, junto con los sirvientes.
En Santiago, Constanza se puso en campaña para concretar el matrimonio prometido. Comenzaron las visitas frecuentes a Dolores Portales con la intención de obtener noticias, pero pasaron los meses sin que Portales diera noticias. En una de las visitas de Portales a la capital, Constanza envió a su sirvienta para que concretaran una reunión; se volvieron a encontrar a escondidas en la casa de citas al otro lado del Mapocho y en mayo de 1825, Constanza quedó otra vez embarazada. El político, enfurecido, retornó a Valparaíso. En enero de 1826 nació Ricardo en el mismo campo que lo había hecho Rosalía. Constanza recién tenía 17 años; esta vez, Portales se hizo representar por su hermana Manuela que, junto con su esposo Ignacio Morán, apadrinaron al pequeño.

Se le inscribió como hijo natural de don Diego Portales y doña A.T. Este niño nacía en peores condiciones legales que su hermana; era simplemente natural, no ya bajo palabra de matrimonio y además escondía la identidad de la madre bajo iniciales falseadas.
Opazo y Balbontín.

Dos meses después la marquesa volvió a recibir a su sobrina en el solar de las Azúa, con la condición y bajo promesa que olvidara a Portales. Las condiciones fueron peores: solo podía estar cerca de sus tías para rezar el rosario y en los paseos sociales, donde debían aparentar normalidad; vestiría ropa heredada de sus primas y comería la mitad de la ración.
En julio de 1827 Constanza se enfermó de bronconeumonía, Portales fue avisado de la gravedad de la enfermedad y viajó a Santiago, donde se enteró de que la joven estaba desahuciada. Fue al solar pues había decidido casarse con Constanza en artículo de muerte. Avisó a la sirvienta de su presencia y le pidió que le avisara si fallecía, para entrar y hablar con las tías con el fin de hacer efectivo el matrimonio. Pero la joven, alertada de la presencia de Portales se recuperó; el futuro político regresó al puerto sin casarse. 
El presidente interino José Tomás Ovalle nombró en 1830 a Portales como ministro de Interior y Relaciones Exteriores y Guerra y Marina. Constanza esperaba que ahora, con estos rangos, el padre de sus hijos reconsideraría su postura y se decidiría a normalizar su situación, más aún que viviría en Santiago. Pero después de aceptar los cargos, Portales le envió una carta en la que decía que asumía esas responsabilidades para contribuir a la patria y que tendría aún menos tiempo de verla que cuando vivía en Valparaíso y viajaba a la capital. Al año siguiente, Portales dejó el cargo y regresó al puerto. Constanza, enamorada y fiel a sus ilusiones, fue a visitar al exministro a Valparaíso, donde nació el tercer y último hijo de ambos, que fue apadrinado por la sirvienta de Portales y su marido. 
Constanza falleció a los 29 años de edad, en 1837, poco después del asesinato de Portales, y fue sepultada en el patio 5 del Cementerio General de Santiago.

## Legitimación de los hijos
El 31 de agosto de 1837, el presidente José Joaquín Prieto emitió un rescripto por el que legitimó a los tres hijos de Constanza Nordenflycht y Diego Portales. Más tarde, en julio de 1840, el Congreso aprobó para Rosalía (1824-1906), Ricardo (1826-1905) y Juan Santiago Portales Nordenflycht (1833-¿?) una pensión de 1200 pesos anuales para cada uno por un periodo de cuatro años.

## Novelas sobre Constanza
Hay al menos tres novelas sobre la relación entre Constanza Nordenflycht y Diego Portales: Don Diego Portales, de Magdalena Petit (1937); La emperrada (2001), de Marta Blanco, y Constanza de Nordenflycht. La querida de Portales (2005), de Eugenio Rodríguez. Los dos últimos libros son críticos con el político, que dejó embarazada por primera vez a Constanza cuando ella tenía 15 años y, a pesar de haber tenido tres hijos con ella, se negó a casarse. En entrevista con El Mercurio de Valparaíso, Blanco explicó que «después de revisar hipótesis que decían que la muerte de Constanza ocurrió poco tiempo después de la de Portales, y por amor», quiso demostrar que lo único que ella «había recibido fueron miserias, patadas, soledad e hijos, muchos de los cuales no llegaron a nacer. Si de algo murió, fue de desamor».